# Johann Weynand
Johann Weynand (Nidrum, 1923 – Nidrum, 16 febbraio 1993) è stato un politico belga del Partito Cristiano Sociale, primo presidente del Concilio della Comunità culturale tedesca dal 1973 al 1976.
| Controllo di autorità | VIAF (EN) 5425168290800357610001 · GND (DE) 1287012175 |